# Adoption (Vereinigte Staaten)
Die Adoption in den Vereinigten Staaten (von lat. adoptio) bezeichnet die rechtliche Begründung eines Eltern-Kind-Verhältnisses zwischen dem Annehmenden und dem Kind ohne Rücksicht auf die biologische Abstammung.

## Sachrecht
Zur Adoption in den Vereinigten Staaten von Amerika haben die Bundesstaaten jeweils eigene Gesetze. Üblich ist heute die offene Adoption. In vielen Bundesstaaten bemüht man sich darum, die Inkognito-Adoption ganz abzuschaffen. Die Vermittlung des Adoptivelternpaares (bzw. des Adoptivelternteils) erfolgt meist über eine Adoptionsagentur (gemeinnützig oder profitorientiert), wobei die Wünsche der biologischen Mutter über das allgemeine Profil der Adoptiveltern (parent profile) oft berücksichtigt werden können.
Adoptionswillige Paare und Einzelpersonen – mit der landesweiten Eheöffnung durch den Supreme Court seit 2015 in allen Bundesstaaten auch gleichgeschlechtliche Paare – können ein Kind über eine Agentur finden; in zunehmendem Umfang werden jedoch auch Pflegekinder adoptiert. Im Jahr 2001 fanden in den USA insgesamt 127.500 Adoptionen statt; in ca. 51.000 dieser Fälle wurde ein Pflegekind adoptiert. Stark verbreitet ist auch die Adoption von Stiefkindern.
Zu Auslandsadoptionen kommt es in den USA häufiger als in allen anderen Ländern. Im Jahr 2005 erhielten 22.728 ausländische Waisen ein Visum, mit dem sie zu ihren künftigen Adoptiveltern in die USA einreisen konnten. Diese Kinder kamen besonders häufig aus der Volksrepublik China (7.906 Kinder), aus Russland (4.639), Guatemala (3.783), Südkorea (1.630), aus der Ukraine (821) und aus Kasachstan (755). Nicht-schwarze Mädchen sind dabei beliebter als schwarze und Jungen.